# سیارک ۶۴۲۹۰
سیارک ۶۴۲۹۰ (به انگلیسی: 64290 Yaushingtung، نامگذاری:2001UD11)۶۴۲۹۰مین سیارک کشف شده‌است که در ۲۲ اکتبر ۲۰۰۱ کشف شد.